# Yoga integral

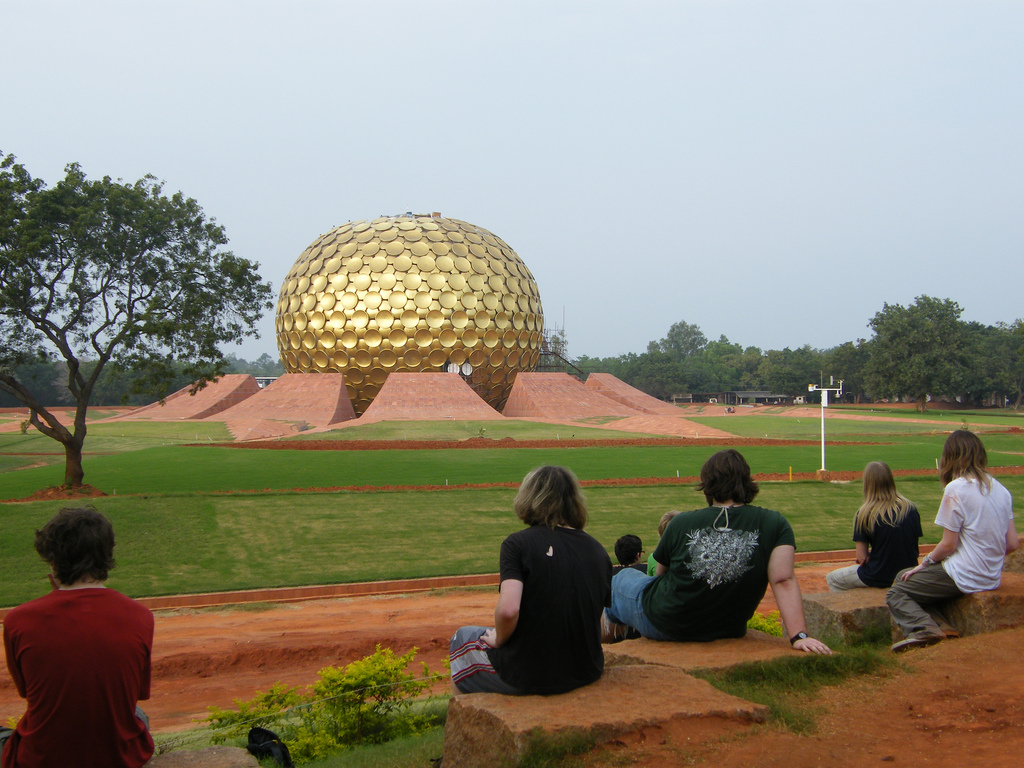
Matrimandir, monumento que pretende ser el alma de Auroville o "La ciudad del Amanecer" (sitio en desarrollo).

Yoga Integral, también llamada yoga supramental, es el yoga basado en la filosofía y práctica de Sri Aurobindo y Mirra Alfassa (La Madre o The mother). Lo fundamental para el Yoga Integral es la idea de que el espíritu se manifiesta en un proceso de involución, mientras que se olvidan sus orígenes. El proceso inverso de la evolución es manejado hacia la completa manifestación del espíritu.
De acuerdo a Sri Aurobindo, el estado actual de la evolución humana es una etapa intermedia en la evolución del ser, la cual está en su camino de abrir el espíritu, y de la autorrevelación de la divinidad en todas las cosas. (Aurobindo, 1939, p. 1107) El yoga es la rápida y concentrada evolución de ser, que puede tener efecto en la vida, mientras que la evolución natural no asistida tomaría muchos siglos o muchos nacimientos. (Aurobindo,1996, p, 282) Aurobindo sugiere un programa llamado sapta chatushtaya (siete cuadrados) para ayudar a esta evolución.

## Visión mundial

### Espíritu - Satchitananda
Espíritu o satchitananda es el todo absoluto, la fuente de todo lo que existe. Es el indicado, considerando tres aspectos: Sat (la verdad), Citta (conciencia), y ananda (felicidad).

### Involución
La involución es la extensión del espíritu, del todo absoluto, para crear un universo de formas separadas. Ser se manifiesta como la multiplicidad de formas, mientras que se pierde en la inconsciencia de la materia. La primera manifestación del espíritu en el proceso de la involución es como Satchitananda (existencia, conciencia y verdad) y después como la supermente, el enlace intermedio entre la alta naturaleza (espíritu) y la baja (materia, vida y mente).
De acuerdo con Aurobindo el mundo es una unidad diferenciada. Es una unidad múltiple que genera una infinita variedad de formas y substancias en la vida. Estas formas y substancias en la vida están repartidas en un rango ancho, desde la materia física hasta la forma más pura del ser espiritual, donde el sujeto es totalmente consciente de él como espíritu: (Aurobindo, 1939, p.254-255).
- Material: conciencia sumergida que oculta su acción y se pierde en la forma.
- Vital: conciencia emergente, una conciencia medio liberada de su encarcelamiento original, que se ha convertido en un deseo vital y satisfacción o repulsión.
- Mental: conciencia que refleja el hecho de la vida en un sentido mental, perceptivo e ideal. Modifica lo interno y trata de modificar conforme a la existencia del ser. (Aurobindo, 1939, p.221).

Arriba de la mente se encuentran varios niveles más altos que ascienden hacia el espíritu. 

### Evolución
Por medio de la evolución, el espíritu se redescubre como espíritu. La evolución sigue desarrollando la trayectoria original del inconsciente de la materia, a la vida, a la mente y después espiritualizando la mente, y culminando en la supermente o la verdad consciente. La evolución es teológica, desde que la entidad en desarrollo contiene en sí misma la totalidad hacia lo que desarrolla. No es teología mecanicista o determinista, es una "manifestación de todas las posibilidades inherentes en todo el movimiento".

### La meta del yoga integral
El objetivo del yoga integral es convertirse consciente de lo Divino, integrar lo psíquico, mental y espiritual de uno mismo y manifestar lo divino en la tierra. De acuerdo con Sri Aurobindo, toda la vida es yoga, mientras que la yoga como sadhana es un método dirigido a la autoperfección, que trae la expresión latente, ocultando algunas potencialidades del ser. El éxito es el esfuerzo que une al ser humano individual con el universo y la existencia trascendental. El yoga integral reúne "lo infinito en lo finito, lo eterno en lo temporal y lo trascendente con lo inmanente". 

## Tres tipos del ser
Sri Aurobindo difiere que existen tres tipos de ser, llamados ser externo, ser interno y ser psíquico. 

### Ser externo
El ser externo incluye lo físico, lo vital y los niveles mentales del ser, que caracteriza nuestra conciencia y experiencias cotidianas. Incluye varios niveles del subconsciente: el subconsciente mental, el subconsciente vital y el subconsciente material. El yoga integral implica ir más allá de la superficie consciente del ser a una vida más larga del ser interior, lo cual es más abierto a la realización espiritual.

### Ser interno o subliminal
Ser interno o subliminal, incluye los aspectos internos del ser físico, vital y mental. Tienen una conciencia más larga, sutil y libre que la conciencia cotidiana. Su realización es esencial para cualquier realización espiritual.
El ser interno es una transición entre la superficie del ser externo y del ser psíquico. Al hacer yoga (sadhana), el consciente interno se abre, y la vida se va hacia el interior. El consciente interno se vuelve más real que el consciente externo y se convierte en paz, felicidad y cercanía a lo divino.

### Ser psíquico
El ser psíquico es un término de Sri Aurobindo para la evolución personal del alma, el principio de divinidad espiritual en cada individuo. El ser psíquico es el "Ser interior", el ser permanente en uno mismo que se para detrás para apoyar al ser físico, vital y mental. Este "usa la mente, vida y cuerpo como instrumentos", experimentando con su destino y al mismo tiempo trascendiéndolos.
La meta del yoga integral es moverse hacia el interior y descubrir el ser psíquico, el cual puede traer una transformación de la naturaleza externa. Esta transformación del ser externo o ego del psíquico es llamado psiquismo; es una de las tres etapas necesarias para la realización de la consciencia supramental. Esta transformación psíquica que es el movimiento decisivo que permite un proceso interminable en la vida, por medio del poder conectando el espíritu interior o la esencia divina. El ser psíquico comienza su evolución completamente velado y escondido, pero crece por medio de vidas sucesivas, y gradualmente ejerce una mejor influencia, tomando el rol de guía espiritual.

### Ser central
El ser central se refiere al espíritu eterno trascendente, como una oposición al alma encarnada y evolutiva, al cual le llama ser psíquico. Algunas veces se refiere a ambos como el espíritu esencial del ser. El ser central "preside en los diferentes nacimientos, uno tras de otro, pero el mismo no ha nacido" (ibidem p.269). Este ser central trascendente o espíritu es también designado como el Jiva o Jivatman, aunque el significado de estos términos en la filosofía de Sri Aurobindo difiere del convencional Vedanta y especialmente el Advaita Vedanta. 

## Niveles del ser
| Modelo de Aurobindo del ser y la evolución | Modelo de Aurobindo del ser y la evolución | Modelo de Aurobindo del ser y la evolución | Modelo de Aurobindo del ser y la evolución | Modelo de Aurobindo del ser y la evolución | Modelo de Aurobindo del ser y la evolución |
| ------------------------------------------ | ------------------------------------------ | ------------------------------------------ | ------------------------------------------ | ------------------------------------------ | ------------------------------------------ |
| Niveles del ser                            | Niveles del ser                            | Niveles del ser                            | Niveles del ser                            | Niveles del ser                            | Desarrollo                                 |
| Universal                                  | Ser externo                                | Ser externo                                | Ser interno                                | Ser psíquico                               | Desarrollo                                 |
| Supermente                                 | Supermente                                 | Supermente                                 | Supermente                                 | Supermente                                 | Gnosticman                                 |
| Supermente                                 | Supermente                                 | Supermente                                 | Supermente                                 | Supermente                                 | Supra-mentalización                        |
| Mente                                      |                                            | Sobremente                                 | Sobremente                                 | Sobremente                                 | Psíquico y Espiritualización               |
| Mente                                      | Intuición                                  |                                            |                                            |                                            | Psíquico y Espiritualización               |
| Mente                                      | Iluminación mental                         |                                            |                                            |                                            | Psíquico y Espiritualización               |
| Mente                                      | Mente superior                             |                                            |                                            |                                            | Psíquico y Espiritualización               |
| Mente                                      | Subconsciente mente                        | Mente apropiada                            | Subliminal (interno) mente                 |                                            | Evolución                                  |
| Vital                                      | Subconsciente. Vital                       | Vital                                      | Subliminal (interno) Vital                 |                                            | Evolución                                  |
| Físico                                     | Subconsciente Físico                       | Físico                                     | Subliminal (interno) Físico                |                                            | Evolución                                  |
| Inconsciente                               | Inconsciente                               | Inconsciente                               | Inconsciente                               | Inconsciente                               | Inconsciente                               |

Los niveles del ser ascienden del inconsciente a la supermente.

### Inconsciente
El inconsciente es el nivel más bajo de la involución. El espíritu aún está presente en el inconsciente: "El inconsciente es el superconsciente dormido". El inconsciente es también el instrumento del superconsciente, el cual ha creado al universo. De acuerdo con SatPrem, el inconsciente se encuentra en el fondo del subconsciente físico, y "la vida surge [...] en el borde entre el inconsciente material y la conciencia física [...] en nuestro cuerpo.

### Subconsciente y consciente subliminal
Los niveles físicos, vitales y mentales del ser contienen a ambos, tanto subconsciente como la parte subliminal.

#### El subconsciente
Las partes subconscientes son las partes sumergidas. Contienen "Samsakaras obstinadas, impresiones, asociaciones, nociones fijas, reacciones habituales formadas por el pasado".
De acuerdo con Satprem, hay muchos niveles del subconsciente, correspondientes a diferentes niveles de nuestro ser: subconsciente mental, subconsciente vital y el subconsciente físico, por debajo del inconsciente material.
Según Aurobindo, el cuerpo es parte de la creación del inconsciente o del subconsciente. Según The Mother (La Madre), lo ordinario, la falsa conciencia, que es comúnmente en lo material de la conciencia-cuerpo, derivado del subconsciente y del inconsciente. De acuerdo con Aurobindo, el ser externo depende del subconsciente, que dificulta el progreso espiritual. Solamente viviendo en el ser interior uno puede superar este obstáculo.

De acuerdo con Sharma, el subconsciente es "el inconsciente en proceso de ser consciente". Es una parte sumergida de la personalidad sin despertar la conciencia, pero el cual recibe impresiones e influencias de la mente consciente. Sharma dice que incluye a la mente inconsciente, la cual los psicólogos describen cómo lo hacen Sigmund Freud y Carl Jung, aunque incluye mucho más que el inconsciente de la psicología Freudiana.

#### El consciente subliminal
El consciente subliminal es la parte sutil y delicada del subconsciente. De acuerdo con Sharma, "tiene una mente interior, un ser vital interior y un ser físico sutil, más grande que la conciencia del hombre." Directamente puede experimentar lo universal, y "es la fuente de inspiración, intuición, ideas, [...] tanto como [...] telepatía [y] la clarividencia."

### Cuerpo bruto
El cuerpo bruto, comúnmente referido al yoga que constituye principalmente dos partes del material del cuerpo físico (anna kosha) y el sistema nervioso, normalmente referido como el vehículo vital (prana kosha) en el yoga integral.

#### Físico
El nivel físico se refiere al cuerpo físico y la conciencia del cuerpo. El cuerpo es tan consciente como el ser vital y mental, solamente que es un tipo diferente de conciencia. El físico no solo implica ir hacia los niveles ontológicos superiores, sino también ir a niveles inferiores en el subconsciente.
El físico sutil es un término de Sri Aurobindo para un aspecto más sutil de la naturaleza física. Este tiene varias cualidades que no se encuentran en la naturaleza física bruta. En La Agenda, The Mother (La Madre) a menudo se refiere a ella. Puede ser comparado con el cuerpo y plano etérico o el cuerpo y plano astral. El término "físico sutil" se utiliza para distinguirlo del material bruto (sthula) o el material físico externo.

#### Vital
El nivel vital del ser se refiere a la fuerza de la vida, pero también a pasiones, deseos, emociones, sentimientos, afectos, compulsiones, gustos y disgustos. Estos determinan la motivación humana fuertemente y la acción entre el deseo y el entusiasmo.
A diferencia de la psicología occidental, en la que la mente, emociones, instintos y la conciencia están agrupados, Sri Aurobindo distingue las facultades entre lo "vital" y lo "mental". Además de la facultad individual vital, Sri Aurobindo se refiere al plano vital o el mundo vital, en donde parece ser el equivalente al plano astral del popular ocultismo y el pensamiento de la Nueva Era.

### Ser mental
La mente es la mente conceptual y cognitiva. La mente es un proceso subordinado de la supermente. Es la etapa intermedia entre la vida divina y la mundana. Trabaja midiendo y dividiendo la realidad, y ha perdido de vista lo divino. Es el asiento de la ignorancia, pero aun así es capaz de tener un ascenso hacia lo divino.
A diferencia de la psicología occidental, en donde la mente y la conciencia son consideradas iguales, Sri Aurobindo distingue entre las facultades (emocionales) de lo "mental" y lo "vital", como entre la mente y la conciencia pura. Sri Aurobindo se basa en el concepto de lo mental en su lectura de Taittiriya Upanishad, el ser mental (o quizás es Purusha mental) es el mano-maya-arma el yo hecho de la mente (manas).

Para Sri Aurobindo, la mente o el ser mental no es simple y uniforme, sino consiste en varios estratos y subdivisiones, que actúan en diferentes niveles de ser. Estas diversas facultades se describen o se mencionan de diferentes maneras, generalmente de una manera oblicua o pasajera, en algunos de sus libros, incluyendo Savitri, en donde hay muchas referencias poéticas sobre los diferentes tipos de mente. En sus letras respondiendo preguntas de sus discípulos, Sri Aurobindo resume las características de los distintos niveles de la mente.
Mente Física
- La mente mecánica es una acción baja del físico mental en el cual cuando se deja solo puede repetir las mismas ideas y grabar las reflexiones del consciente físico en contacto con la vida y las cosas.
- La mente en la física o la mente física mentaliza las experiencias de la vida y las cosas, a veces muy inteligentemente, pero no hace bien después de eso, no como la mente externalizadora que trata con estas cosas desde la perspectiva de la razón y con su propia inteligencia superior.
- Mente Física - se refiere a alguna o a las dos mente externalizadora y física, está limitado con la perspectiva del físico y el materialismo, y no puede ir más allá de eso, a menos que se ilumine desde arriba.
- Mente de la luz - de acuerdo con La Madre esta es la mente física que recibe la luz supramental y con esto es capaz de actuar directo en Físico.[33]

Mente Vital
- Mente vital - un mediador entre las emociones vitales, deseos y la mente propia. Es limitado por la vista vital y los sentimientos sobre cosas, y expresa los deseos, sentimientos, ambiciones, y otras tendencias activas de la mente vital, como soñar despierto e imaginación de grandeza, felicidad, etcétera. Como la mente externalizadora, Sri Aurobindo lo asocia con el vishuddha o el chakra de la garganta.

Mente propia
- Mente propia - es libre, consiste de la mente pensante, la mente dinámica y la mente externalizadora. Constituye el resumen de los pensamientos, opiniones, ideas y valores de cada persona, que guían conscientemente al pensamiento, conceptualizando en el proceso de toma de decisiones, y lo transporta y espiritualiza por medio de la práctica del yoga integral.

- Mente pensante - el aspecto superior de la mente propia, concierne con ideas y conocimiento de su mismo derecho. Es emparejado con el Chakra Ajna
- Mente dinámica - ese aspecto es la mente ordinaria, pone fuera la fuerza mental para la comprensión, actuando por la idea y la razón. También está emparejado con Ajna o el centro de la frente.
- Mente externalizada - la parte más "externa" de la mente propia, interesada con la expresión de ideas en discursos, vida, o en cualquier forma en la que se pueda expresar. Está emparejado con el vishuddha o el chakra de la garganta

Mente superior
- Mente superior - el primer y más bajo grado mental espiritual, yace encima del nivel normal mental.
- Mente espiritual - ya sea la mente espiritualizada o el término general de los niveles de la mente, la mente espiritual está por encima de los niveles normales de la mente. (la "mente propia")
- Mente interior - el componente mental del ser interior que yace detrás de la superficie de la mente o consciencia ordinaria y puede ser únicamente experimentada por el sadhana.
- Ser verdadero de la mente - es el purusha de los niveles mentales, del error y la ignorancia del bajo prakriti y abierto al conocimiento y la guía de los superiores.
- Mente psíquica - movimiento de la mente en el cual el ser psíquico predomina; la mente se voltea hacia lo divino.

Por encima de la mente se encuentran varios niveles individuales superiores, es decir la mente superior, la mente iluminada, la mente intuitiva y la mente suprema, que ascienden hacia el espíritu y proporcionan una visión más alta y más inclusiva de la realidad:
- Mente superior es el campo de la verdad-pensamiento. Puede contener un amplio rango de conocimientos en una visión y un todo integral.[30][nota 5] Recibe la iluminación de la mente iluminada,[34] y no es dependiente del limitado conocimiento de los sentidos.[30] También es capaz de transformar campos inferiores del cuerpo y la menta, realizando cambios en la vida y en los hábitos.[30] Sin embargo, sigue siendo un estado de pensamiento, en comparación con la mente iluminada, que es el estado de visión y visión espiritual.[34]
- Mente iluminada la mente iluminada, es la mente de la vista y visión. Transforma la mente superior al darle visión directa.[35]
- Mente de intuición provee de iluminación al pensamiento y a la visión en la mente superior y en la mente iluminada.[35] La mente mundana puede experimentar intuición, pero en campos más altos de la mente se vuelve más frecuente y estable.[35]
- Mente suprema es la conciencia cósmica.[36] Es el plano de los Dioses. El plano overmental es la conciencia más alta que se puede alcanzar sin trascender el sistema mental. Más allá de la supermente o la unidad de conciencia.[nota 6]

### Supermente
La supermente es la conciencia de la verdad unitaria infinita o de la verdad más allá de los tres planos inferiores de la materia, vida, y mente. La supermente es la forma dinámica de Sachchidananda (Ser-conciencia-buenaventura), y el mediador necesario entre Sachchidananda y la creación.

## Limitaciones del ser presente
El ser humano está atorado entre la razón y el espíritu, debido a los hábitos de la personalidad y la conciencia parcial, los cuales surgen de la ignorancia.

### Personalidad
Los seres humano están acostumbrados a responder a ciertas vibraciones más que otros. Estas costumbres se desarrollan en el deseo, dolor, sentimientos que son todos un conjunto de hábitos. Este conjunto cristalizado de hábitos se vuelve la personalidad de uno. Esto normalmente es considerado como el "yo". La aparición de la personalidad se da por la constante repetición y recurrencia de las mismas vibraciones y formaciones.

### Las tres dificultades de la humanidad
De acuerdo a Aurobindo, los seres humanos nos enfrentamos a tres problemas básicos: 
1. Autoconciencia parcial: los seres humanos sólo son conscientes de una parte pequeña de sí mismos. Son conscientes de la superficie de la mentalidad, del ser físico y de la vida, y no de la mente del subconsciente más grande y más potente y de los impulsos ocultos de la vida.
2. Conciencia parcial de otros seres: los seres humanos crean una construcción mental dura de sus seres conocidos. Su entendimiento es creado por un conocimiento mental, el cual es imperfecto y dominado por la frustración y la negación. Esta conciencia parcial se puede volver en unidad consciente. Esta unidad únicamente se logra por la supermente.[39]
3. Una división entre la fuerza y la conciencia en evolución: la materia, vida y mente están continuamente peleando entre sí. Los materialistas tratan de resolver esta pelea sometiéndose en la mortalidad de nuestro ser, mientras que los ascetas tratan de rechazar la vida en la tierra. La verdadera solución puede yacer en encontrar un principio más allá de la mente, y así superar la mortalidad de nuestra existencia.[40]

### Ignorancia
La principal causa de la falsedad, error y del mal, es la ignorancia. La ignorancia es una limitante personal del conocimiento, la cual surge en exclusive concentración de un solo campo. De acuerdo a Aurobindo, la noción humana del bien y del mal es incierta y relativa.

## Prácticas
A diferencia de otras prácticas del Yoga, la yoga integral no tiene como propósito ningún tipo de asana físico, técnicas de respiración o movimientos extremos. Es más psicológico en la naturaleza, con reflexión interna y un autoanálisis y corrección como principales herramientas para el desarrollo.
Las principales prácticas se divienden en:
- El yoga del trabajo divino (yoga a través del trabajo de cada persona)
- El yoga del conocimiento integral (yoga a través del análisis, observación y conocimiento)
- El yoga del amor divino (comúnmente referido como Bhakti Yoga o el amor de Dios)
- El yoga de la autoperfección (conocido como yoga sintético o del triple camino)[43]

### El Yoga de la autoperfección

#### La triple transformación
Las limitaciones del ser presente se pueden superar por la triple transformación, el proceso en el cual la naturaleza inferior es transformada en la naturaleza divina. Consiste en la psiquización interior por la cual sadhak se pone en contacto con el principio interior divino o el ser psíquico; la transformación espiritual o la espiritualización; y la supramentalización de todo el ser.

##### Psiquismo
El psiquismo es una vuelta hacia sí mismo, de modo que uno se da cuenta del ser psíquico, la personalidad psíquica y el alma divina, en el núcleo del ser. El alma divina sirve como guía espiritual en el yoga, y permite transformar al ser exterior. También puede ayudar a evitar los peligros del camino espiritual. Hay una zona intermedia, peligrosa y engañosa transitoria espiritual y pseudoespiritual entre la conciencia ordinaria y la verdadera realización espiritual.
Consiste en tres métodos: En la "consagración" uno se abre ante la fuerza antes de comprometerse en una actividad. "Moverse a las profundidades" (o concentración) es un movimiento lejano de la superficie de la existencia, a una existencia más profunda. "Rendirse" significa ofrecer el trabajo de uno mismo, la vida de uno mismo a la fuerza divina y a la intención. Guiado por la evolución del alma divina, el sadhak se aleja del ego, ignorancia, finitud y las limitaciones del ser exterior. Es gracias a esta guía del alma divina que el sadhak puede evitar las trampas del camino espiritual.

##### Espiritualización
Como resultado del psiquismo, la luz, la paz y el poder descienden al cuerpo, transformando todas sus partes en físico, vital y mente. Esta es la transformación espiritual o espiritualización, la concretación de una consciencia espiritual más larga. Es el equivalente a la "ilustración", como se puede ver en el Vedanta y Budismo. 

##### Zona intermedia
Aurobindo afirma que los aspirantes espirituales pueden pasar por una zona intermedia donde experimentan fuerza, inspiración, iluminación, felicidad, expansión, poder y libertad pasando los límites normales posibles. Estas experiencias se pueden mezclar con aspiraciones personales, ambiciones, nociones del cumplimiento espiritual y siddhi yóguico, y hasta llegar a ser confundidos por realizaciones espirituales. Uno puede pasar esta zona y los peligros espirituales que implica, sin hacerse daño, percibiendo la naturaleza real de estas experiencias transitorias. Las personas que se extravíen en este estadio pueden acabar en un desastre espiritual, o incluso quedarse atrapados ahí, adoptando la mitad de la verdad como el todo de la verdad, o convertirse en un instrumento de poderes menores de los planos transicionales. De acuerdo a Aurobindo, esto le pasa a muchos aspirantes y yoguis.

##### Supramentalización
La supramentalización es la comprensión de la supermente o la consciencia supramental, y el resultado es la transformación del ser por completo. 
La espiritualización sirve como requisitos necesarios para la supramentalización del ser entero.
La transformación supramental es la etapa final del yoga integral, dejando libre el nacimiento de un nuevo individuo, completamente formado por el poder supramental. 
Los individuos serían los precursores de una nueva humanidad, con base en la conciencia verdadera. Todos los aspectos de la división y de la ignorancia de la conciencia, en su nivel mental y vital, se superarían, y serían reemplazados con unidad de conciencia en todos los planos. Y hasta los cuerpos físicos se transformarían y serían divinos. Una nueva especie supramental existiría viviendo una vida supramental y divina en la tierra.
Aurobindo describe varios resultados y diferentes etapas, que se desarrollan en el yoga integral, llamados juntos sapta chatushtaya "siete cuadrantes" Consiste de:
- Shanti (paz, calma), consiste en samantha (calma de la mente), shanti (paz), sukha (felicidad), y hasya (Atmaprasada, contenido del Atman);
- Shakti (poder), consiste de shakti (el poder de la energía primordial), virya (energía, esfuerzo), daivi prakriti (naturaleza divina, fuerza primaria, Divine Nature, fuerza), y sraddha (fe);
- Vijnana (conocimiento), que consiste de jnanam (conocimiento), trikaladrsti (conocimiento del pasado, presente y futuro), ashtasiddhi (ocho poderes), y samadhi (absorption);
- Sharira (cuerpo), que consiste de arogyam (salud), utthapana (levitación, ser libre de la gravedad y de los poderes físicos), saundaryam (belleza), vividhananda (dicha);
- Karma (trabajo divino), que consiste de Krishna (avatar de Vishnu), Kali (la Diosa), kama (placer divino), y Karma (acción divina);
- Brahma, la realización del Brahman;
- Siddhi (realización), consiste de shuddhi (purificación), mukti (liberación), bhukti (disfrutar), y siddhi (darse cuenta de los poderes del yoga).

## Influencia
Aurobindo tiene una fuerte influencia en la teoría integral de Ken Wilber sobre el desarrollo espiritual. Las causas y etapas de Wilber, se parecen a las etapas mentales superiores de Aurobindo, pero Wilber junta los niveles del ser, tipos del ser y sus etapas de desarrollo.
En América, el yoga integral es una marca registrada del Instituto Integral de Yoga, fundado en 1966 por Swami Satchidananda. El yoga integral tiene 24 institutos y centros operando por todo el mundo, con sede central en Satchidananda Ashram-Yogaville, ubicada en Buckingham, Virginia. Swami Satchidananda yoga integral es diferente a la de Sri Aurobindo, aunque se piensa que Satchidananda conoció a Sri Aurobindo, y hay algunas similitudes con respecto a su forma de enseñar.
Otras características del yoga integral de Satchidanda son los programas que incluyen en la academia de yoga integral (la cual entrena y certifica a maestros de Hatha Yoga y el yoga terapéutica, yoga para el retiro silencioso, yoga integral de comida natural (tiendas de comida en Charlottesville, Virginia y en Manhattan), y una publicación periódica en la revista de Yoga Integral (publicando desde 1966).